# Sciurotamias forresti
Sciurotamias forresti — вид гризунів родини Sciuridae. Вона є ендеміком провінцій Сичуань та Юньнань у Китаї, де мешкає на скелях, вкритих чагарниковою рослинністю, на висоті близько 3000 метрів. Про вид відомо відносно мало, але вважається, що її поведінка нагадує поведінку її більш поширеної родички, Sciurotamias davidianus. За зовнішнім виглядом вона значною мірою нагадує Sciurotamias davidianus, але Sciurotamias forresti має більш вохристий колір і слабку білу смугу збоку.